# Shawn Bradley
Shawn Paul Bradley (Landstuhl, 22 marzo 1972) è un ex cestista statunitense naturalizzato tedesco, professionista nella NBA.

## Biografia
Bradley è nato in Germania mentre suo padre lavorava all'estero in un ospedale militare.
Nel marzo 2021 ha subito un incidente che lo ha paralizzato.

## Carriera
Centro di ruolo, alto 2,29 m (nel Predaft del 1993 la sua statura, ufficialmente misurato scalzo, risultava di 2,2733 metri o 7'5.50" per soli 112,5 kg, ma è stato dimostrato sia cresciuto ancora un paio di cm dopo l'approdo nella NBA), è uno dei cestisti più alti che abbiano mai giocato nella NBA e uno dei migliori di tutti i tempi nelle statistiche delle stoppate.
Shawn Bradley è cresciuto a Castle Dale nello Utah, ed è un mormone. Alla sua fede religiosa sono legati i suoi soprannomi The Stormin' Mormon (il mormone tempestoso), Mormon Mantis (mantide mormona) e Praying Mantis (mantide religiosa). Si mise in luce nella sua unica stagione universitaria (1990-91) nella squadra della Brigham Young University, stabilendo con 177 stoppate il record della NCAA per una matricola. Trascorse poi due anni in Australia come missionario.
Nell'estate del 1993 fu la seconda scelta assoluta del draft NBA da parte dei Philadelphia 76ers. Per i Sixers giocò due stagioni, stabilendo nel 1994-95 il record di stoppate (274) per un giocatore della franchigia.
Nel novembre 1995 venne trasferito ai New Jersey Nets. In quella stagione diventò il primo giocatore nella storia della NBA a fare almeno 10 stoppate in due partite consecutive per due volte (la prima il 14 e 16 marzo 1996, la seconda il 17 e il 19 aprile).
Al termine della seconda stagione passò ai Dallas Mavericks, con cui ha giocato per il resto della sua carriera professionistica. Con la maglia dei Mavericks fu per due volte il leader nelle statistiche delle stoppate: nella stagione 1996-97 con 3,4 stoppate a partita ebbe la miglior media della lega, mentre nella stagione 2000-01 realizzò il maggior numero di stoppate (228).
A giugno del 2005 ha annunciato il suo ritiro dalle competizioni professionistiche. Ha concluso la sua carriera nella NBA dopo dodici stagioni nella NBA, con una media di 8,1 punti, 6,3 rimbalzi e 2,5 stoppate a partita.
Sfruttando la doppia cittadinanza, a livello internazionale Bradley ha giocato per la Germania. Fece infatti parte della nazionale tedesca di pallacanestro che arrivò al quarto posto al Campionato europeo del 2001.

## Statistiche
| * | Primo nella lega |

### College
| Anno      | Squadra     | PG | PT | MP   | TC%  | 3P% | TL%  | RP  | AP  | PRP | SP  | PP   |
| --------- | ----------- | -- | -- | ---- | ---- | --- | ---- | --- | --- | --- | --- | ---- |
| 1990-1991 | BYU Cougars | 34 | 34 | 28,9 | 51,8 | 100 | 69,2 | 7,7 | 1,2 | 0,7 | 5,2 | 14,8 |
| Carriera  | Carriera    | 34 | 34 | 28,9 | 51,8 | 100 | 69,2 | 7,7 | 1,2 | 0,7 | 5,2 | 14,8 |

### NBA

#### Regular Season
| Anno      | Squadra            | PG  | PT  | MP   | TC%  | 3P%  | TL%  | RP  | AP  | PRP | SP   | PP   |
| --------- | ------------------ | --- | --- | ---- | ---- | ---- | ---- | --- | --- | --- | ---- | ---- |
| 1993-1994 | Philadelphia 76ers | 49  | 45  | 28,3 | 40,9 | 0,0  | 60,7 | 6,2 | 2,0 | 0,9 | 3,0  | 10,3 |
| 1994-1995 | Philadelphia 76ers | 82* | 59  | 28,8 | 45,5 | 0,0  | 63,8 | 8,0 | 0,6 | 0,7 | 3,3  | 9,5  |
| 1995-1996 | Philadelphia 76ers | 12  | 11  | 27,8 | 44,3 | -    | 76,0 | 8,8 | 0,7 | 0,7 | 3,2  | 8,8  |
| 1995-1996 | N.J. Nets          | 67  | 57  | 29,8 | 44,3 | 25,0 | 67,9 | 7,9 | 0,8 | 0,6 | 3,7  | 12,5 |
| 1996-1997 | N.J. Nets          | 40  | 38  | 30,7 | 43,6 | 0,0  | 66,4 | 8,1 | 0,5 | 0,6 | 4,0* | 12,0 |
| 1996-1997 | Dallas Mavericks   | 33  | 32  | 32,1 | 46,1 | 0,0  | 64,2 | 8,7 | 1,0 | 0,5 | 2,7* | 14,6 |
| 1997-1998 | Dallas Mavericks   | 64  | 46  | 28,5 | 42,2 | 33,3 | 72,2 | 8,1 | 0,9 | 0,8 | 3,3  | 11,4 |
| 1998-1999 | Dallas Mavericks   | 49  | 33  | 26,4 | 48,0 | 0,0  | 74,8 | 8,0 | 0,8 | 0,7 | 3,2  | 8,6  |
| 1999-2000 | Dallas Mavericks   | 77  | 54  | 24,7 | 47,9 | 20,0 | 76,5 | 6,5 | 0,8 | 0,9 | 2,5  | 8,4  |
| 2000-2001 | Dallas Mavericks   | 82  | 35  | 24,4 | 49,0 | 16,7 | 78,7 | 7,4 | 0,5 | 0,4 | 2,8  | 7,1  |
| 2001-2002 | Dallas Mavericks   | 53  | 16  | 14,3 | 47,9 | 0,0  | 92,2 | 3,3 | 0,4 | 0,5 | 1,2  | 4,1  |
| 2002-2003 | Dallas Mavericks   | 81  | 39  | 21,4 | 53,6 | 0,0  | 80,6 | 5,9 | 0,7 | 0,8 | 2,1  | 6,7  |
| 2003-2004 | Dallas Mavericks   | 66  | 5   | 11,7 | 47,3 | 0,0  | 83,7 | 2,6 | 0,3 | 0,5 | 1,1  | 3,3  |
| 2004-2005 | Dallas Mavericks   | 77  | 14  | 11,5 | 45,2 | -    | 68,3 | 2,8 | 0,2 | 0,3 | 0,8  | 2,7  |
| Carriera  | Carriera           | 832 | 484 | 23,5 | 45,7 | 10,3 | 71,6 | 6,3 | 0,7 | 0,6 | 2,5  | 8,1  |

#### Playoffs
| Anno     | Squadra          | PG | PT | MP   | TC%  | 3P% | TL%  | RP  | AP  | PRP | SP  | PP  |
| -------- | ---------------- | -- | -- | ---- | ---- | --- | ---- | --- | --- | --- | --- | --- |
| 2001     | Dallas Mavericks | 10 | 10 | 25,6 | 52,9 | -   | 76,9 | 7,1 | 0,5 | 0,4 | 3,0 | 6,4 |
| 2002     | Dallas Mavericks | 7  | 0  | 3,6  | 50,0 | -   | -    | 0,7 | 0,0 | 0,0 | 0,1 | 0,9 |
| 2003     | Dallas Mavericks | 17 | 7  | 14,5 | 40,0 | 0,0 | 75,0 | 3,8 | 0,3 | 0,2 | 0,8 | 2,9 |
| 2004     | Dallas Mavericks | 2  | 0  | 1,5  | -    | -   | -    | 0,0 | 0,0 | 0,0 | 0,0 | 0,0 |
| 2005     | Dallas Mavericks | 7  | 0  | 3,9  | 66,7 | -   | 50,0 | 0,9 | 0,0 | 0,0 | 0,3 | 1,3 |
| Carriera | Carriera         | 43 | 17 | 13,0 | 47,8 | 0,0 | 74,1 | 3,4 | 0,2 | 0,2 | 1,1 | 3,0 |

## Palmarès
- McDonald's All-American Game (1990)
- NBA All-Rookie Second Team (1994)
- Miglior stoppatore NBA (1997)
- Quindicesimo miglior stoppatore di sempre NBA
- Nono migliore giocatore di sempre per stoppate a partita NBA in regular season (2,55 stoppate a partita)

## Carriera cinematografica
- Nel 1995 recitò nel film Space Jam, come uno dei cinque giocatori NBA il cui talento viene rubato dai malvagi alieni Nerdlucks/Monstars.